# US Marseille Endoume
US Marseille Endoume is een Franse voetbalclub uit Marseille. De club werd in 1925 opgericht en speelde tussen 1990 en 1993 drie seizoenen in de Division 3.

## Geschiedenis
De club werd opgericht door de heren Oliveri, Mazzela en Cesario uit Endoume, een wijk van het 7e arrondissement van Marseille. De club, die een van de kleine broertjes van stadsgenoot Olympique de Marseille is, heeft de basiliek van Notre-Dame de la Garde in zijn embleem staan en heeft rood en zwart als clubkleuren (vóór 1952 was dit enkel rood).
In 1979 ging US Marseille Endoume een fusie aan met FC Catalans, waardoor de club voortaan voluit US Marseille Endoume Catalans heette. In het 1988 behaalde de club een mooi resultaat in de Coupe de France door in de 1/32e finale als vijfdeklasser AS Cannes, toen uitkomend in de Division 1, uit te schakelen. In de ronde daarop werd het uitgeschakeld door toenmalig tweedeklasser AEP Le Bourg-sous-la-Roche.
In 1990 promoveerde de club voor het eerst naar de Division 3, het derde niveau in het Franse voetbal. Na drie seizoenen degradeerde de club. Marseille Endoume pendelde vervolgens 15 jaar tussen de National 2 en National 3, om vervolgens in 2009 naar de Divison d'Honneur te zakken. In 2011 degradeerde de club zelfs naar de Régional 2, het zevende niveau in het Franse voetbal.
In 2014 begon de club aan een wederopmars. Het promoveerde dan onder trainer Noël Sciortino (die in 2005 nog deelnam aan het WK strandvoetbal) naar de Régional 1. Daar speelde de club drie jaar, alvorens in 2017 naar de Championnat National 3 te stijgen. Een jaar later promoveerde de club voor het tweede seizoen op rij. In het seizoen 2018/19 eindigde de club zesde in de Championnat National 2. In het seizoen daarop stond de club op een degradatieplaats toen de competitie vanwege de coronapandemie werd stopgezet, waardoor de club naar de Championnat National 3 zakte. Na een (quasi) blanco seizoen 2020/21 eindigde Marseille Endoume in het seizoen 2021/22 dertiende in zijn reeks, waardoor het voor het eerst sinds 2017 terug naar de Régional 1 zakte.

## Bekende (ex-)spelers
- José Anigo
- Jacques Abardonado
- Cyril Chevreuil
- Sébastien Sansoni

## Bekende (ex-)trainers
- José Anigo
- Jean Castaneda
- Rolland Courbis
- Noël Sciortino